# Суперкубок Нігерії з футболу
Суперкубок Нігерії з футболу (англ. Nigerian Super Cup) — футбольний турнір Нігерії. В турнірі зустрічаються чемпіон Нігерії та володар кубку країни.

## Список матчів
| Рік  | Переможець         | Рахунок       | Фіналіст          |
| ---- | ------------------ | ------------- | ----------------- |
| 1984 | «Левентіс Юнайтед» | 2-1           | «Енугу Рейнджерс» |
| 1999 | «Лобі Старз»       | 2-1           | «Плато Юнайтед»   |
| 2000 | «Джуліус Бергер»   | 2-1           | «Нігер Торнадоз»  |
| 2001 | «Еньїмба»          | 2-0           | «Долфінс»         |
| 2002 | «Джуліус Бергер»   | 1-0           | «Еньїмба»         |
| 2003 | «Еньїмба»          | 0-0, 5-3 пен. | «Лобі Старз»      |
| 2004 | «Долфінс»          | 1–2           | «Енугу Рейнджерс» |
| 2006 | «Оушен Бойз»       | 1-0           | «Долфінс»         |
| 2009 | «Баєлса Юнайтед»   | 1-0           | «Еньїмба»         |
| 2010 | «Еньїмба»          | 0-0, 4-2 пен. | «Кадуна Юнайтед»  |
| 2011 | «Гартленд»         | 1-0           | «Долфінс»         |
| 2012 | «Гартленд»         | 2-1           | «Кано Пілларс»    |